# Bost (Francja)
Bost – miejscowość i gmina we Francji, w regionie Owernia-Rodan-Alpy, w departamencie Allier.

## Demografia
Według danych na rok 1990 gminę zamieszkiwały 153 osoby, a gęstość zaludnienia wynosiła 16 osób/km². W styczniu 2015 r. Bost zamieszkiwało 199 osób, przy gęstości zaludnienia 21 osób/km².